# Senta Söneland
Senta Söneland (9 septembre 1882 à Thionville - 20 juillet 1934 à Berlin) est une comédienne allemande. Elle tourna dans plus d'une trentaine de films entre 1914 et 1934.

## Biographie
Senta Söneland nait à Diedenhofen le  9 septembre 1882. Elle entre dans la vie active comme professeur, avant de suivre des cours de comédie au Schillertheater de Berlin. En 1911, elle obtient son premier engagement au théâtre de Meiningen.
En 1912, elle retourne à Berlin, où elle poursuit sa carrière au fameux Theater am Kurfürstendamm ou encore au Metropol-Theater. En 1914, la vie théâtrale devenant plus aléatoire, Senta Söneland se tourne vers un art naissant, le cinéma.
Söneland s’illustre comme comédienne dans les comédie en vogue à cette époque. Dans les années 1920, le parlant s’impose, renouvelant le monde des acteurs. Ne parvenant pas à trouver sa place dans la « nouvelle Allemagne », Senta Söneland se donne la mort en juillet 1934 à Berlin. Elle est inhumée au cimetière de Berlin Wilmersdorf.

## Filmographie
- 1915 : Pension Lampel
- 1915 : Der Onkel aus Amerika
- 1915 : Die Konservenbraut
- 1916 : Fritzis toller Einfall
- 1916 : Ein tolles Mädchen
- 1916 : Benjamin, der Schüchterne
- 1918 : Fräulein Pfiffikus
- 1918 : Seiner Hoheit Brautfahrt
- 1922 : Sie und die Drei
- 1930 : Der Greifer
- 1930 : Der König von Paris
- 1930 : Susanne macht Ordnung
- 1931 : Arm wie eine Kirchenmaus
- 1931 : Der Draufgänger
- 1931 : Mein Herz sehnt sich nach Liebe
- 1931 : Der unbekannte Gast
- 1931 : Der Weg nach Rio
- 1931 : Trara um Liebe
- 1931 : Reserve hat Ruh
- 1931 : Die Abenteurerin von Tunis
- 1931 : Die Bräutigamswitwe
- 1932 : Das Geheimnis um Johann Orth
- 1932 : Hasenklein kann nichts dafür
- 1932 : Der Glückszylinder
- 1932 : Drei von der Kavallerie
- 1932 : Ballhaus goldener Engel
- 1932 : Goldblondes Mädchen, ich schenk Dir mein Herz
- 1932 : Skandal in der Parkstraße
- 1932 : Zwei glückliche Tage
- 1933 : Das lustige Kleeblatt
- 1933 : Sag mir, wer Du bist
- 1933 : Zwei gute Kameraden
- 1934 : Nordpol - Ahoi !

## Sources
- Evelin Förster: Die Frau im Dunkeln. Autorinnen und Komponistinnen des Kabaretts und der Unterhaltung von 1901–1935, Edition Braus, Berlin, 2013.
- Senta Söneland sur imdb.com